# Distenia tavakiliani
Distenia tavakiliani är en skalbaggsart som beskrevs av Santos-silva och Hovore 2007. Distenia tavakiliani ingår i släktet Distenia och familjen långhorningar. Inga underarter finns listade i Catalogue of Life.